# Robert J. Papp junior

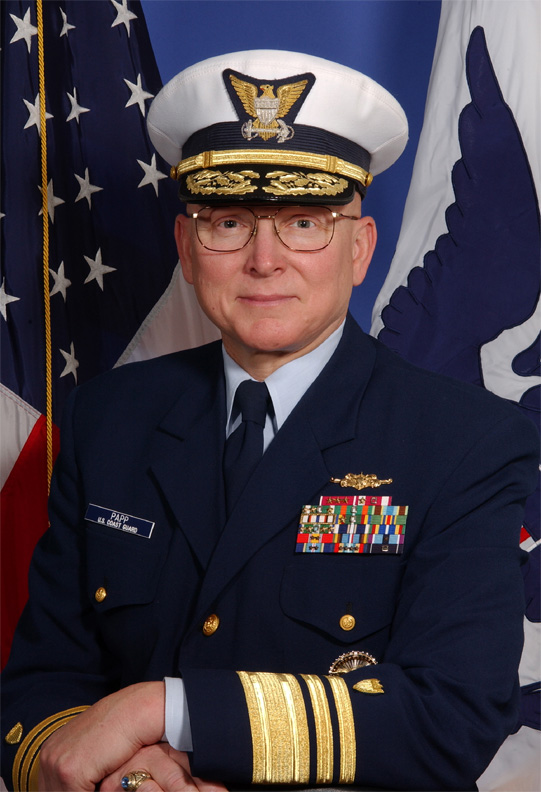
Admiral Robert J. Papp

Admiral (O-10) Robert J. Papp junior (* 25. März 1952 in North Kingstown, Rhode Island) war bis zum 30. Mai 2014 der 24. Commandant der United States Coast Guard. Sein Nachfolger ist Admiral Paul F. Zukunft.
Papp absolvierte 1975 die United States Coast Guard Academy. Er erhielt den Grad Master of Arts in National Security and Strategic Studies vom Naval War College und den Grad Master of Science in Management von der Salve Regina University. Admiral Papp stammt aus Norwich (Connecticut).

## Verwendungen
- Seit 25. Mai 2010 Commandant of the United States Coast Guard
- Von Juli 2008 bis Mai 2010 war er Commander, Coast Guard Atlantic Area in Portsmouth (Virginia) und Commander, Defense Force East in Personalunion
- Er diente auch als Kommandant einer Einsatzeinheit während der Operation ABLE MANNER vor der Küste von Haiti im Jahr 1994, wo er die Sanktionen der Vereinten Nationen durchsetzte.

## Auszeichnungen
(Auswahl)
- Cutterman Insignia
- Coast Guard Distinguished Service Medal
- Legion of Merit mit 3 Goldsternen
- Meritorious Service Medal mit 1 Goldstern und Operational Distinguishing Device
- Coast Guard Commendation Medal  3 Goldsternen und "O" device
- Coast GuaMeritorious Service Medal (USA)|Meritorious Service Medalrd Achievement Medal mit "O" device
- Commandant’s Letter of Commendation Ribbon
- Coast Guard Presidential Unit Citation mit hurricane symbol
- Secretary of Transportation Outstanding Unit Award
- Coast Guard Unit Commendation mit 1 Goldstern und "O" device
- Coast Guard Meritorious Unit Commendation mit 4 Goldsternen und "O" device
- Navy Meritorious Unit Commendation Ribbon
- Meritorious Team Commendation mit 2 Goldsternen
- National Defense Service Medal mit 2 Bronzesternen
- Armed Forces Expeditionary Medal
- Global War on Terrorism Service Medal
- Humanitarian Service Medal mit 1 Service-Stern
- Transportation 9-11 Ribbon
- Special Operations Service Ribbon mit 3 Service-Sternen
- Sea Service Ribbon mit 1 Service-Stern
- Distinguished Graduate Leadership Award vom Naval War College (NWC) 6. Mai 2010

Papp ist Inhaber des 13. Gold Ancient Mariner of the Coast Guard.